# كابجيميني

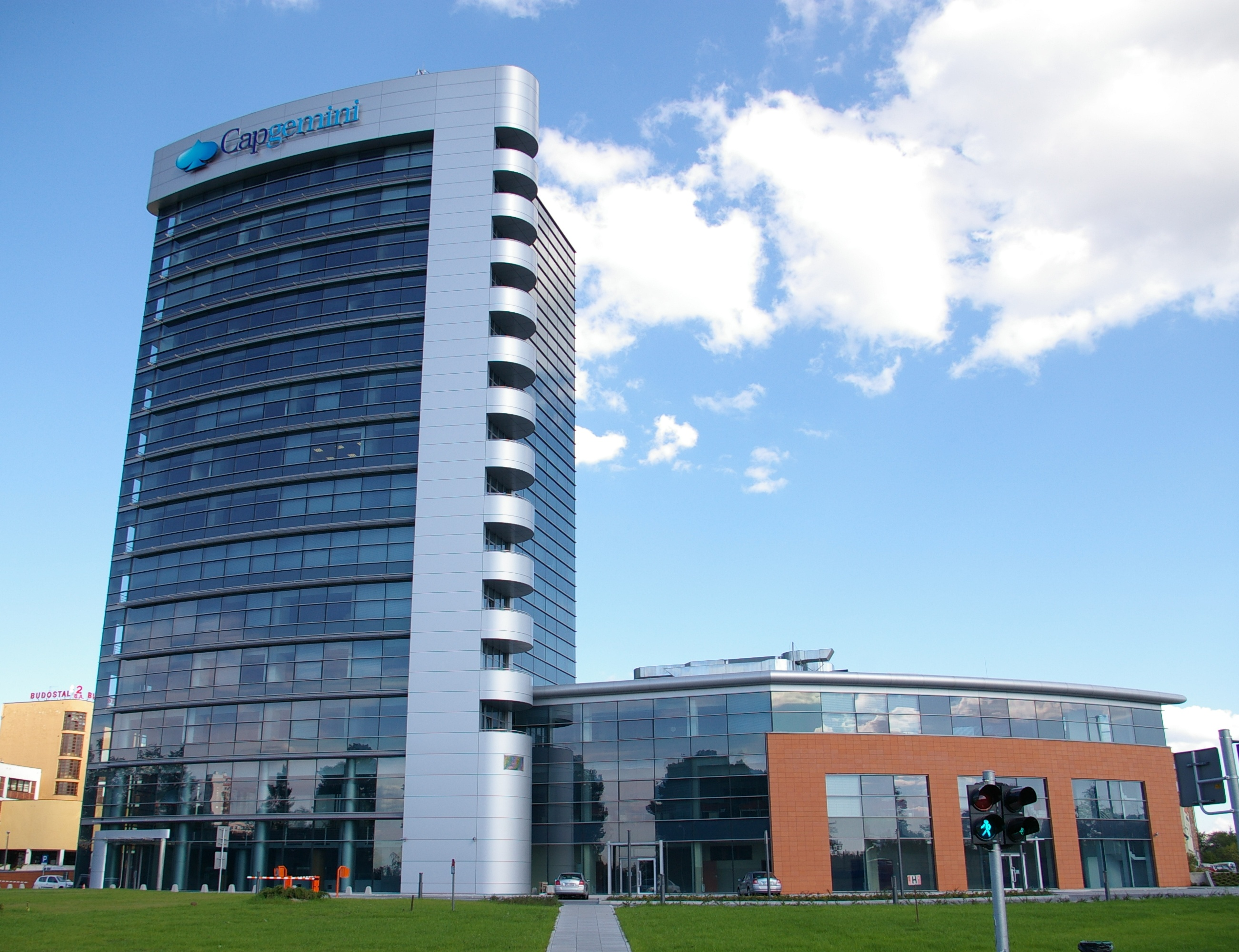
أحد فروع شركة كابجيميني

كابجيميني Capgemini هي شركة فرنسية مقرها في باريس، تأسست الشركة في عام 1967. تعتبر كابجيميني أحد أكبر الشركات في العالم العاملة في مجالات خدمات تكنولوجيا المعلومات، الاستشارات الإدارية، الاستعانة بمصادر خارجية outsourcing والخدمات المهنية وغيرها. يعمل لدى كابجيميني أكثر من 145 ألف موظف في 40 دولة، منهم أكثر من 26 ألفاً في الهند وحدها.
استحوذت كابجيميني على مدى تاريخها على العديد من الشركات.

## وصلات خارجية
- الموقع الرسمي لشركة كابجيميني